# Србија на Европском првенству у кросу 2013.
Србија је осми пут учествовала на Европском првенству у кросу које је одржано 8. децембра 2013. у Београду на Ушћу у Парку пријатељства . Такмичило се као и до сада у по три старосне категорије појединачно и екипно у мушкој и женској конкуренцији. Учествовало је укупно 570 такмичара из 37 земаља. Сваку земљу је могло представљати 36 учесника односно по 6 у свакој дисциплини.
Као домаћин првенства Србија је учествовала са највећим бројем учесника од када учествује на овом такмичењу. Била је заступљена у свих шест појединачних такмичења и у три екипна. Укупно је имала 23 учесника: 13 мушкараца (6 сениора, 2 млађа сениора и 5 јуниора) и 10 жена (3 сениорке 2 млађе сениорке и 5 јуниорки. За учешће у екипном такмичењу бодовало се четворо набоље пласираних у свакој дисциплини. Број освојеног места је носио исто толики број освојених бодова. Бодови такмичара исте екипе су се сабирали. Мањи збир бодова прва четири такмичара једне екипе, дао је коначни пласман.
На овом првенству представници Србије су освојили две медаље 1 сребну и 1 бронзану. Према броју освојених медаља Србија је у мушкој конкуренцији делила 9, женској 4, а у укупном пласману освојила 8 место од 16 земаља које су освајале медаље.

## Освајачи медаља

### Сребро
- Амела Терзић — 6.000 метара за млађа сениорке

### Бронза
- Немања Церовац — 8.000 метара за млађе сениоре

## Rезултати

### Сениори појединачно
Сениори су трчали на 10.000 метара. Учествовао је 81. такмичар из 24 земље. Трку је завршило 80 такмичара.
| #  | Атлетичар         | 2.500 м | 2.500 м     | 4.000 м | 4.000 м     | 5.500 м | 5.500 м     | 7.000 м | 7.000 м     | 8.500 м | 8.500 м     | 10.000м | 10.000м     |
| -- | ----------------- | ------- | ----------- | ------- | ----------- | ------- | ----------- | ------- | ----------- | ------- | ----------- | ------- | ----------- |
| #  | Атлетичар         | Време   | Пласман     | Време   | Пласман     | Време   | Пласман     | Време   | Пласман     | Време   | Пласман     | Време   | Пласман     |
| 1. | Дарко Живановић   | 7:34    | 63          | 12:15   | 66          | 17:11   | 65          | 22:03   | 64          | 26:54   | 61          | 31:39   | 62          |
| 2. | Муамер Хасановић  | 7:45    | (78)        | 12:33   | 72          | 17:23   | 72          | 22:19   | 70          | 27:10   | 68          | 31:59   | 68          |
| 3. | Велимир Бојовић   | 7:44    | (74)        | 12:34   | 74          | 17:30   | (75)        | 22:24   | 73          | 27:23   | 72          | 32:10   | 72          |
| 4. | Горан Нава        | 7:24    | 39          | 12:15   | 61          | 17:18   | 68          | 22:23   | 71          | 27:27   | 73          | 32:18   | 73          |
| 5. | Мирко Петровић    | 7:40    | 71          | 12:35   | (75)        | 17:30   | 74          | 22:39   | (74)        | 27:43   | (74)        | 32:41   | 74          |
| 6. | Горан Стојиљковић | 7:42    | 73          | 12:36   | (77)        | 17:34   | (76)        | 22:41   | (75)        | 27:51   | (76)        | 32:58   | 76          |
|    | Екипно            |         | 246 б. (11) |         | 273 б. (11) |         | 279 б. (11) |         | 278 б. (11) |         | 274 б. (11) |         | 275 б. (11) |

### Сениори екипно
У екипној конкуренцији учествовало је 11 репрезентација, односно толико их је имало чеворицу такмичара који су завршили трку. Србија је у овој дисциплини заузела последње 11 место са 275 бодова (62+68+72+73=275).

### Сениорке појединачно
Сениорке су трчале на 8.000 метара. Учествовао је 74. такмичарке из 24 земље. Трку су завршиле 73 такмичарке.
| #  | Атлетичарка  | 2.000 м | 2.000 м | 3.500 м | 3.500 м | 5.000 м | 5.000 м | 6.500 м | 6.500 м | 8.000 м | 8.000 м |
| -- | ------------ | ------- | ------- | ------- | ------- | ------- | ------- | ------- | ------- | ------- | ------- |
| #  | Атлетичарка  | Време   | Пласман | Време   | Пласман | Време   | Пласман | Време   | Пласман | Време   | Пласман |
| 1. | Соња Столић  | 6:41    | 32      | 12:01   | 36      | 17:26   | 38      | 22:55   | 39      | 28:20   | 40      |
| 2. | Ана Суботић  | 6:59    | 66      | 12:46   | 67      | 18:47   | 71      | 24:36   | 69      | 30:19   | 69      |
| 3. | Јелена Мимић | 7:07    | 70      | 12:54   | 69      | 18:46   | 70      | 24:47   | 71      | 30:50   | 71      |

### Сениорке екипно
У екипној конкуренцији Србија није имала компетну екипу од 4 члана, па није ни учествовала у овој дисциплини.

### Млађи сениори појединачно
Млађи сениори су трчали на 8.000 метара. Учествовло је 87. такмичара из 28 земаља. Трку су завршила 84 такмичара.
| #  | Атлетичар      | 2.000 м | 2.000 м | 3.500 м | 3.500 м | 5.000 м | 5.000 м | 6.500 м | 6.500 м | 8.000 м | 8.000 м |
| -- | -------------- | ------- | ------- | ------- | ------- | ------- | ------- | ------- | ------- | ------- | ------- |
| #  | Атлетичар      | Време   | Пласман | Време   | Пласман | Време   | Пласман | Време   | Пласман | Време   | Пласман |
| 1. | Немања Церовац | 5:58    | 33      | 10:37   | 21      | 15:16   | 16      | 19:49   | 9       | 24:08   | 3.место |
| 2. | Јасмин Љајић   | 6:07    | 70      | -       | -       | -       | -       | -       | -       | -       | Одустао |

### Млађи сениори екипно
У екипној конкуренцији Србија је имала само двојицу такмичара, па није учествовала у овој дисциплини.

### Млађе сениорке појединачно
Млађе сениори
ке су трчали на 6.000 метара. Учествовлле су 62. такмичарке из 19 земаља. Трку је завршила 61 такмичарка.
| #  | Атлетичар       | 1.5000 м | 1.5000 м | 3.000 м | 3.000 м | 4,500 м | 4,500 м | 6.000 м | 6.000 м  |
| -- | --------------- | -------- | -------- | ------- | ------- | ------- | ------- | ------- | -------- |
| #  | Атлетичар       | Време    | Пласман  | Време   | Пласман | Време   | Пласман | Време   | Пласман  |
| 1. | Амела Терзић    | 4:52     | 7.       | 9:51    | 2.      | 14:48   | 2       | 19:46   | 2. место |
| 2. | Теодора Симовић | 4:55     | 19       | 10:35   | 4.      | 16:16   | 45      | 21:53   | 42.      |

### Млађе сениорке екипно
У екипној конкуренцији Србија је имала само две такмичарке, па није учествовала у овој дисциплини.

### Јуниори појединачно
Јуниори су трчали на 6.000 метара. Учествовло је 115. такмичара из 28 земаља. Трку је забвршило 112 такмичара.
| #  | Атлетичар       | 1.500 м | 1.500 м     | 3.000 м | 3.000 м     | 4,500 м | 4,500 м     | 6.000 м | 6.000 м     |
| -- | --------------- | ------- | ----------- | ------- | ----------- | ------- | ----------- | ------- | ----------- |
| #  | Атлетичар       | Време   | Пласман     | Време   | Пласман     | Време   | Пласман     | Време   | Пласман     |
| 1. | Никола Бурсач   | 4:28    | 65          | 9:25    | 67          | 14:31   | 75          | 19:23   | 69          |
| 2. | Урош Кутлешић   | 4:22    | 13.         | 9:20    | 60          | 14:27   | 71          | 19:32   | 73          |
| 3. | Милан Митровић  | 4:31    | 78          | 9:25    | 87          | 14:43   | 91          | 19:49   | 88          |
| 4  | Комнен Цвијовић | 4:31    | 75          | 9:47    | 101         | 15:13   | 102         | 20:27   | 103         |
| 5. | Богдан Пантић   | 4:42    | 196         | 10:02   | 107         | 15:25   | 106         | 20:39   | 105         |
|    | Екипно          |         | 231 б. (19) |         | 314 б. (18) |         | 339 б. (19) |         | 333 б. (19) |

### Јуниори екипно
У екипној конкуренцији учествовала је 21 репрезентација, односно толико их је имало чеворицу такмичара који су завршили трку. Србија је у овој дисциплини заузела 19 место са 333 бода (69+73+88+103=333).

### Јуниорке појединачно
Јуниори су трчале на 4.000 метара. Учествовло је 107. такмичарки из 30 земаља. Трку је забвршило сви 197 такмичарки.
| #  | Атлетичар        | 2.500 м | 2.500 м     | 4,000 м | 4,000 м     |
| -- | ---------------- | ------- | ----------- | ------- | ----------- |
| #  | Атлетичар        | Време   | Пласман     | Време   | Пласман     |
| 1. | Нађа Церовац     | 9:07    | 77          | 14:42   | 70          |
| 2. | Јагода Зечевић   | 9:04    | 69          | 14:45   | 76          |
| 3. | Елведина Зорнић  | 9:04    | 68          | 14:51   | 85          |
| 4  | Ана Секулић      | 9:16    | 94          | 15:26   | 102         |
| 5. | Драгана Јанковић | 10:08   | 107         | 16:51   | 107         |
|    | Екипно           |         | 308. б (16) |         | 333, б (17) |

### Јуниорке екипно
У екипној конкуренцији учествовала је 17 репрезентација, односно толико их је имало четири такмичаке које су завршиле трку. Србија је у овој дисциплини заузела последње 17 место са 333 бода (70+76+85+102=333).